# وان تشيان
وان تشيان (بالصينية: 万茜، ولدت في 14 مايو 1982)، والمعروفة أيضًا باسم ريجينا وان، هي ممثلة ومغنية صينية. فازت بجائزة الحصان الذهبي لأفضل ممثلة مساعدة عن دورها في الفيلم التايواني Paradise in Service لعام 2014 وجائزة مهرجان بكين السينمائي للطلاب الجامعيين لأفضل ممثلة عن دورها في فيلم The Insanity لعام 2016.

## حياتها
وُلدت وان تشيان في منطقة هشان بمدينة يييانغ، في مقاطعة خونان. تأثرت كثيرًا بوالدها عندما كانت صغيرة. كان والدها يصطحبها دائمًا خلال طفولتها لممارسة الغناء، مما ساهم في تنمية حبها لهذا الفن.
أدى حدث عارض إلى التحاقها ببرنامج البكالوريوس في التمثيل في أكاديمية شانغهاي للمسرح. خلال فترة دراستها في الأكاديمية، مثلت الأكاديمية كممثلة رئيسية في المهرجانات المسرحية الدولية التي أُقيمت في رومانيا، وهونغ كونغ، والولايات المتحدة الأمريكية. بعد تخرجها، تم توظيفها من قبل إحدى شركات الإنتاج الموسيقي في بكين.

## فيلموغرافيا

### أفلامها
- Butterfly Lovers[2]
- Christmas Rose[3]
- Paradise in Service[3]
- The Laundryman[4]
- Hide & Seek[4]
- The Insanity[5]
- God of War[6]
- The Wild Goose Lake[7]
- Youthful China in the Headlines[8]

## روابط خارجية
- وان تشيان على موقع IMDb (الإنجليزية)
- وان تشيان على موقع ألو سيني (الفرنسية)
- وان تشيان على موقع قاعدة بيانات الفيلم (الإنجليزية)